# 台湾螺线微山蜗牛
台湾螺线微山蜗牛（学名：Cyathopoma taiwanica），是中腹足目山蜗牛科Cyathopoma的一种。主要分布于台湾，常生长于中低海拔山区的落叶下或地上。